# La secta del Zum-bhao
La secta del Zum-bhao es una historieta de 1985 de Mortadelo y Filemón realizada por el Bruguera Equip. 

## Trayectoria editorial
Esta fue una de las historietas de los 80 no dibujadas ni escritas por Francisco Ibáñez, que se realizaron tras la marcha de éste de la editorial Bruguera en 1985. Se serializó por primera vez en los nºs 257 a 263 de la revista Mortadelo, se publicó en 1986 en el nº 315 de la antigua Colección Olé y dejó de publicarse en 1988 cuando Ibáñez se volvió a hacer con el control de sus personajes.

## Sinopsis
La historieta comienza con los movimientos callejeros de los miembros de la secta, que son considerados en la obra como unos hipócritas embaucadores. Mientras,  en la sede de la T.I.A., el Súper intenta explicar la misión a la que nuestros dos agentes tienen que hacer frente, aunque ellos juegan mientras él habla.
Posteriormente descubrimos que Ofelia quiere participar en las mismas pruebas de ingreso que los religiosos tienen que hacer para incorporarse en la secta, pues al parecer quería ligar en la misma. Además de Ofelia, aparecen personajes destacables como el manipulador Pir-aho; el cegato glotón y el mismo Zum-bhao, que se encuentra en un permanente estado de éxtasis-embobamiento.
Mientras los agentes intentan ingresar en la secta del Zum-bhao se descubre que los miembros de la secta están enajenados debido al rayo pasotil, que  tiene la capacidad de anular la voluntad. 
En el campo, los agentes tratarán de conseguir fotos incriminatorias pero no sirven de nada, ya que Mortadelo termina fotografiándose su propio ombligo.
Además, los agentes intervienen en un intento de detención que resultó ser un fracaso y terminan trabajando como porteadores del Zum-bhao.
En el último capítulo, que tiene ocho páginas, respecto a las seis de los anteriores, aparece el profesor Bacterio con un nuevo invento: "rayo marchosillo", que tiene la capacidad de convertir a los adeptos de la secta en las personas que fueron previamente. Los personajes se someten a esta “terapia” consiguiendo paradójicos resultados, ya que muchos de ellos resultaron ser ladrones o recaudadores de impuestos.
Al final es la propia Ofelia quien capturará al malvado Pir-aho, el verdadero “cerebro” de la secta, que enajenaba las mentes de la gente con un fin lucrativo. 
Concluido esto, hay dos páginas de relleno en las que Mortadelo y Filemón tratan de huir de una nueva misión, escondiéndose en una planta y siendo atropellados al escapar.

## Temática
La historieta elabora un tema nuevo en las aventuras de Mortadelo y Filemón: el mundillo de las sectas. En este cómic, éstas se encuentran caracterizadas como una trampa para crédulos. En la historieta se incluye una cierta ironía  y juegos de palabras. Son también importantes las referencias a elementos propios de mediados de los ochenta: El Increíble Hulk, la Guerra Fría o Manuel Fraga.